# Aulacoserica rufocastanea
Aulacoserica rufocastanea är en skalbaggsart som beskrevs av Moser 1924. Aulacoserica rufocastanea ingår i släktet Aulacoserica och familjen Melolonthidae. Inga underarter finns listade.